# Dolignon
Dolignon es una comuna francesa, situada en el departamento de Aisne, de la región de Alta Francia.

## Demografía
| 88 | 84 | 80 | 78 | 55 | 45 | 58 | 51 |
| Para los censos de 1962 a 1999 la población legal corresponde a la población sin duplicidades (Fuente: INSEE [Consultar]) |    |    |    |    |    |    |    |